# Aurora Fútbol Club
L'Aurora Fútbol Club és un club de futbol guatemalenc de la ciutat de Guatemala. És el club de l'exèrcit.

## Història
Va ser fundat el 14 d'abril de 1945 amb el nom d'Aurora de la Guardia de Honor, nom que fou retallat fins a l'actual Aurora F.C. el 1946. Ingressà a la lliga el 1947. Destacà als anys 60 on assolí tres títols nacionals (1964, 1966, i 1967-68) i als 70 on a més de dues lligues guanyà dos cops la Copa Fraternidad (el campionat centre-americà).

## Futbolistes destacats
- Jorge Roldán, centrecampista/davanter, 1958-1973, màxim golejador de tots els temps (111)
- Selvin Pennant, davanter, 1974-1982
- Víctor Hugo Monzón, defensa, 1980s i 1990s
- Omar Sanghzoni, davanter, 1970s
- Edgar Salguero, defensa, 1980s
- Roderico Méndez, davanter, 1980s i 1990s
- Washington Castagnero, centrecampista, 1990s
- Fernando Díaz, centrecampista, 1990s
- Rodolfo Garcia, porter, 1980s
- Omar Reyes, davanter, 1980s
- José Luis Cardozo, davanter, 1990s
- Dionel Bordón, davanter, 1990s
- Santiago Ostolaza, defensa
- Edgar Arriaza, davanter, 1990-2000
- Julio Gómez Rendón, centrecampista, 1970s i 1980s
- Luis Swisher, defensa, 1997-2001
- Luis Alfonso Spel, defensa, 1993-2005
- Raúl Calderon, defensa, 1990-2002

## Palmarès
- Lliga guatemalenca de futbol: [1]
  - 1964, 1966, 1967, 1975, 1978, 1984, 1986, 1992-93
- Copa guatemalenca de futbol: 
  - 1958, 1968, 1969, 1983-84
- Copa Interclubs de la UNCAF: 
  - 1976, 1979